# Manuela Mandracchia
Manuela Mandracchia (Roma, 19 febbraio 1970) è un'attrice italiana.

## Biografia
Dopo il diploma nel 1993 all'Accademia nazionale d'arte drammatica "Silvio D'Amico", diventa presto una delle interpreti più affermate del teatro italiano. Già nel 1993 è notata dalla giuria del "premio Wanda Capodaglio" che le conferisce il riconoscimento attribuito ai miglior allievi delle scuole di recitazione d'Italia.

### Teatro
Importante per la sua carriera teatrale è il sodalizio che la lega a Luca Ronconi con la regia del quale spicca particolarmente nei ruoli di Rosaura ne I due gemelli veneziani di Carlo Goldoni, Lucia ne Il Candelaio di Giordano Bruno e (accanto a Mariangela Melato) Lidia in Amor nello specchio di Giovan Battista Andreini (premio Ubu 2003 come migliore attrice non protagonista).
Interprete di successo anche in alcuni spettacoli di Massimo Castri, Manuela Mandracchia è Mommina in Questa sera si recita a soggetto di Luigi Pirandello (premio Ubu come migliore attrice giovane) e Laura ne Il padre di August Strindberg (accanto a Umberto Orsini). Tra gli altri spettacoli da lei interpretati, sono da ricordare L'ignorante e il folle di Thomas Bernhard, con la regia di Mauro Avogadro, e Ritter, Dene, Voss di Thomas Bernhard (accanto a Maria Paiato e Massimo Popolizio).
Nel 2006, con Sandra Toffolatti, Mariàngeles Torres ed Alvia Reale, costituisce il gruppo MitiPretese, con il quale crea, dirige e interpreta Roma ore 11, tratto da un'inchiesta di Elio Petri, messinscena che vince il premio ETI - Gli Olimpici del Teatro come miglior spettacolo d'innovazione del 2007. Nel 2009 scrive, dirige e recita in Festa di Famiglia, insieme con il gruppo MitiPretese, tratto da Luigi Pirandello e realizzato con la collaborazione alla drammaturgia di Andrea Camilleri. In scena anche Fabio Cocifoglia e Diego Ribon.
Nel 2012 recita, insieme a Christian Di Domenico, in Midsummer di David Grieg, diretta da Gianpiero Borgia. Sempre nel 2012 in John Gabriel Borkman di Henrik Ibsen, per la regia di Piero Maccarinelli. Nel 2013 ne Il panico di Rafael Spregelburd, per la regia di Luca Ronconi e in Hedda Gabler, per la regia di Antonio Calenda. Nel 2014 in Troiane - frammenti di tragedia, con MitiPretese. Nel 2015 in Preamleto di Michele Santeramo, per la regia di Veronica Cruciani e con MitiPretese in Credoinunsolodio di Stefano Massini. Nel 2016 in Horcynus Orca di Stefano D'Arrigo, per la regia di Claudio Collovà e in Mare Mater, per la regia di Fabio Cocifoglia e Alfonso Postiglione. Nel 2016-2017 ne Le serve di Jean Genet, con Anna Bonaiuto e Vanessa Gravina, regia di Giovanni Anfuso. Nel 2019 La pazza di Chaillot di Jean Giraudoux, diretta da Franco Però. Nel 2021 Divina commedia: la prima giornata, per la regia di Piero Maccarinelli e ha interpretato Elena Ferrante ne La scrittura smarginata - Le Umberto Eco Lectures di Elena Ferrante, un ciclo di tre lezioni. Nel 2022 L'uomo sottile di Sergio Pierattini, con Massimo Reale, per la regia di Manuela Mandracchia, Il canto dei giganti. Primo movimento: il figlio cambiato, da Luigi Pirandello, drammaturgia e regia di Manuela Mandracchia e Fabio Cocifoglia, con musiche originali Agricantus e Il crogiuolo di Arthur Miller, per la regia di Filippo Dini. Nel 2023 Agosto a Osage County di Tracy Letts, per la regia di Filippo Dini e Le città invisibili. Il futuro è un dovere, ideazione e regia di Fausto Cabra. Nel 2024 con Fabio Cocifoglia  portano in scena un loro progetto Il canto dei giganti, da Luigi Pirandello, musiche originali dal vivo da Mario Crispi, Mario Rivera e Chiara Minaldi. Con le fotografie esposte di Letizia Battaglia e Shobha, con un contributo video di Pippo Zimmardi. Nell'autunno del 2024 entra nel cast de Le Volpi, spettacolo teatrale scritto da Lucia Franchi e Luca Ricci, in scena insieme a Giorgio Colangeli e Federica Ombrato. Nel 2025 è protagonista nello spettacolo Edipo re, diretto da Luca De Fusco, interpretando il ruolo di Giocasta.

### Cinema
Nel 2011 recita nel film Habemus Papam di Nanni Moretti e nel film Quando la notte di Cristina Comencini. Nel 2014 in Bolgia totale di Matteo Scifoni. Nel 2015 in Il nome del figlio di Francesca Archibugi e nel 2016 in Fai bei sogni di Marco Bellocchio. Nel 2017 esce Due uomini, quattro donne e una mucca depressa di Anna Di Francisca. Nel 2019 è nel film Famosa di Alessandra Mortelliti. Nel 2020 nel film I predatori di Pietro Castellitto. Nel 2025 nel film L'infinito di Umberto Contarello.

### Radio
Collabora alla trasmissione Ad alta voce di Rai Radio 3, leggendo i classici della letteratura internazionale, tra i quali, Il sentiero dei nidi di ragno e la trilogia de I nostri antenati di Italo Calvino e Il buio oltre la siepe di Harper Lee e proponendo anche una coinvolgente lettura delle Favole al telefono di Gianni Rodari e La parete di Marlen Haushofer.

## Filmografia

### Cinema
- Amarsi può darsi, regia di Alberto Taraglio (2001)
- Mare nero, regia di Roberta Torre (2006)
- Habemus Papam, regia di Nanni Moretti (2011)
- Quando la notte, regia di Cristina Comencini (2011)
- Bolgia totale, regia di Matteo Scifoni (2014)
- Il nome del figlio, regia di Francesca Archibugi (2015)
- Fai bei sogni, regia di Marco Bellocchio (2016)
- Due uomini, quattro donne e una mucca depressa, regia di Anna Di Francisca  (2017)
- Famosa, regia di Alessandra Mortelliti (2019)
- I predatori, regia di Pietro Castellitto (2020)
- L'infinito, regia di Umberto Contarello (2025)

### Televisione
- La squadra – serie TV, registi vari (2003)
- Nebbie e delitti – serie TV, episodio La stanza segreta (2009)
- Un caso di coscienza – serie TV (2009)
- Paolo Borsellino - I 57 giorni, regia di Alberto Negrin – film TV (2012)
- Una pallottola nel cuore – serie TV, episodio 1x01 (2014)
- Luna nera – serie TV (2020)
- Petra – serie TV (2022)
- Call My Agent - Italia – serie TV, 6 episodi (2023-2024)

### Cortometraggio
- L'ombra della sposa, regia di Alessandra Pescetta (2017)
- Suzanne & Marcelo, regia di Francesco Alessandro Cogliati (2024)

## Teatro

### Attrice
- Romeo e Giulietta di William Shakespeare, regia di Lorenzo Salveti (1991)
- Il guardiano alla tomba di Franz Kafka, regia di Karsten van den Berg, con Roberto Herlitzka (1991)
- Metamorfosi, drammatizzazione di Luigi Maria Musati, regia di Lorenzo Salveti (1992)
- Laica rappresentazione di Maricla Boggio, regia di Adriana Martino (1992)
- Risveglio di primavera di Frank Wedekind, regia di Adriana Martino (1992)
- Penthesilea di Heinrich von Kleist, regia di Lorenzo Salveti (1993)
- Come vi piace di William Shakespeare, regia di Paolo Zuccari (1994)
- Studio per le Onde di Virginia Woolf, regia di Alessandro Fabrizi (1995)
- Verso il Peer Gynt di Henrik Ibsen, regia di Luca Ronconi (1996)
- Didone abbandonata di Pietro Metastasio, regia di Lorenzo Salveti (1996)
- Emilia Galotti di Gotthold Ephraim Lessing, regia di Giancarlo Sepe (1996)
- Ruy Blas di Victor Hugo, regia di Luca Ronconi (1997)
- Ione – Ippia, regia di Jurij Leonovič Al'šic (1997)
- Diario intimo di Sally Mara di Mario Moretti, regia di Leonardo Petrillo (1997)
- Le cugine di Italo Svevo, regia di Massimo De Francovich (1997)
- Questa sera si recita a soggetto di Luigi Pirandello, regia di Luca Ronconi (1998)
- I fratelli Karamazov di Fëdor Dostoevskij, regia di Luca Ronconi (1998)
- A las barricadas di Fulvio Abbate, regia di Franco Però (1999)
- Aminta di Torquato Tasso, regia di Alessandro Fabrizi (1999)
- L'ignorante e il folle di Thomas Bernhard, regia di Mauro Avogadro (1999)
- La famosa Moll Flanders, adattamento e regia di Alessandro Fabrizi (1999)
- La vita è sogno di Pedro Calderón de la Barca, regia di Luca Ronconi (2000)
- Materiali per una tragedia tedesca di Antonio Tarantino, regia di Chérif (2000)
- Elettra di Euripide, regia di Piero Maccarinelli. Teatro greco di Siracusa, 23 giugno 2000.
- Oreste di Euripide, regia di Piero Maccarinelli. Teatro greco di Siracusa, 24 giugno 2000.
- Lolita, sceneggiatura di Vladimir Nabokov, regia di Luca Ronconi (2001)
- I due gemelli veneziani di Carlo Goldoni, regia di Luca Ronconi (2001)
- Candelaio di Giordano Bruno, regia di Luca Ronconi (2001)
- Amor nello specchio di Giovan Battista Andreini, regia di Luca Ronconi (2002)
- La memoria dell'acqua di Shelagh Stephenson, regia di Massimiliano Farau (2003)
- Questa sera si recita a soggetto di Luigi Pirandello, regia di Massimo Castri (2003)
- Mamie Macbeth, regia di Francesca Taormina (2003)
- Eneide di Virgilio, regia di Piero Maccarinelli (2004)
- Lettera della madre di Vasilij Semënovič Grossman, regia di Karina Arutyunyan (2004)
- Zio Vanja di Anton Čechov, regia di Nanni Garella (2004)
- Il padre di August Strindberg, regia di Massimo Castri (2005)
- Roma ore 11 di Elio Petri, regia di MitiPretese: Manuela Mandracchia, Alvia Reale, Sandra Toffolatti, Mariangeles Torres (2006)
- Ritter, Dene, Voss di Thomas Bernhard, regia di Piero Maccarinelli (2007)
- Festa di famiglia, da testi di Luigi Pirandello, drammaturgia di MitiPretese con Andrea Camilleri, regia di MitiPretese (2009)
- Elettra di Euripide, regia di Walter Manfré. Teatro antico di Tindari (2009)
- Midsummer di David Greig, regia di Gianpiero Borgia (2012)
- John Gabriel Borkman di Henrik Ibsen, regia di Piero Maccarinelli (2012)
- Andromaca di Jean Racine, regia di Massimiliano Farau (2012)
- Il panico di Henrik Ibsen, regia di Luca Ronconi (2013)
- Hedda Gabler di Henrik Ibsen, regia di Antonio Calenda (2013)
- Troiane/frammenti di tragedia, da Euripide, drammatuergia e regia di MitiPretese (2013)
- Preamleto di Michele Santeramo, regia di Veronica Cruciani (2015)
- Credoinunsolodio di Stefano Massini, regia di MitiPretese (2015)
- Horcynus Orca, da Stefano D'Arrigo, drammaturgia e regia Claudio Collovà (2016)
- Mare Mater, regia di Fabio Cocifoglia e Alfonso Postiglione (2016)
- Le serve di Jean Genet, regia di Giovanni Anfuso (2016)
- Non solo Medea, drammaturgia di Marieke Buytenhuijs e Jesse Vanhoeck, ideazione di Emio Greco e Pieter C. Scholten (2018)
- Un mondo perfetto, testo e regia di Sergio Pierattini (2018)
- Sindrome italiana di Lucia Calamaro, regia di MitiPretese (2018)
- La pazza di Chaillot di Jean Giraudoux, regia di Franco Però (2020)
- Divina commedia: la prima giornata, regia di Piero Maccarinelli. Festival dei Due Mondi di Spoleto (2021)
- Il canto dei giganti. Primo movimento: il figlio cambiato, regia di Manuela Mandracchia e Fabio Cocifoglia (2022)
- Il crogiuolo di Arthur Miller, regia di Filippo Dini (2022)
- Agosto a Osage County di Tracy Letts, regia di Filippo Dini (2023)
- Le città invisibili. Il futuro è un dovere, ideazione e regia di Fausto Cabra (2023)
- Il canto dei giganti, da Luigi Pirandello, progetto di Manuela Mandracchia e Fabio Cocifoglia (2024)
- Le Volpi di Lucia Franchi e Luca Ricci (2024)
- Edipo re di Sofocle, regia di Luca De Fusco (2025)

## Riconoscimenti
- Premio Ubu
  - 1998/1999 – Interpretazione di nuovo attore o attrice, under 30 per L’ignorante e il folle di Thomas Bernhard e Questa sera si recita a soggetto di Luigi Pirandello[16]
  - 2002/2003 – Migliore attrice non protagonista per Amor nello specchio di Giovan Battista Andreini[17]
- Premio ETI - Gli Olimpici del Teatro
  - 2007 – Migliore spettacolo d'innovazione per Roma ore 11, regia di Mandracchia, Reale, Toffolatti, Torres[18]
- Premio Flaiano sezione teatro
  - 2008 – Premio per l'interpretazione in Ritter, Dene, Voss di Thomas Bernhard[19]
- Premio Alabarda d'oro
  - 2010 – Migliore spettacolo dell'anno per Festa di Famiglia, regia di MitiPretese[20]
- Premio Le Maschere del Teatro Italiano
  - 2015 – Migliore attrice protagonista per Hedda Gabler, regia di Antonio Calenda[21]
- Premio Anct
  - 2023 – Migliore attrice per l’interpretazione nello spettacolo Agosto a Osage County regia di Filippo Dini[22]
- Premio Le Maschere del Teatro Italiano
  - 2024 - Migliore attrice non protagonista per Agosto a Osage County regia di Filippo Dini[23]